# Aneilema rendlei
Aneilema rendlei är en himmelsblomsväxtart som beskrevs av Charles Baron Clarke. Aneilema rendlei ingår i släktet Aneilema och familjen himmelsblomsväxter. Inga underarter finns listade.